# Saison 2010-2011 de l'Olympique de Marseille
Maillots
Chronologie
Saison précédente Saison suivante
La saison 2010-2011 de l'Olympique de Marseille (OM) voit le club s'engager dans cinq compétitions que sont la Ligue 1, la Coupe de France, la Coupe de la Ligue, la Ligue des champions et le Trophée des champions.
Le club olympien remporte deux trophées : le Trophée des champions, aux tirs au but, face au Paris SG et la Coupe de la Ligue, sur le score de 1-0, face au Montpellier HSC. Le club termine dauphin du Lille OSC en championnat avec un retard de huit points et dont les confrontations directes se soldent sur une victoire 1-3 de l'OM à Lille (10e journée) et une défaite 1-2 à Marseille (26e journée). En Ligue des champions, les Marseillais finissent deuxième de leur poule en phase de groupe et affrontent Manchester United en huitième de finale dont les Anglais sortent qualifiés grâce à un score cumulé aller/retour de 2 buts à 1. La coupe de France n'est pas jouée dans sa pleine mesure du fait que le club est qualifié en demi-finale de Coupe de Ligue au moment d'affronter Evian TG en trente-deuxième de finale,,.

## Préparation d'avant-saison
L'Olympique de Marseille reprend l'entraînement début juillet 2010 avec Didier Deschamps en tant qu'entraîneur principal.
Le groupe faisant les matchs de préparation est le suivant :
- Gardiens : Mandanda, Andrade, Riou
- Défenseurs : Azpilicueta, Hilton, Diawara, Taiwo, L. N'Diaye, Rodriguez, Sabo, D'Ulivo, M'Bow, Mango
- Milieux : E. Cissé, Abriel, Cheyrou, Valbuena, Kaboré, Lucho, Osei, A. Ayew
- Attaquants : Niang, Brandao, Ben Arfa, Samassa, Gnabouyou, J. Ayew

## Historique

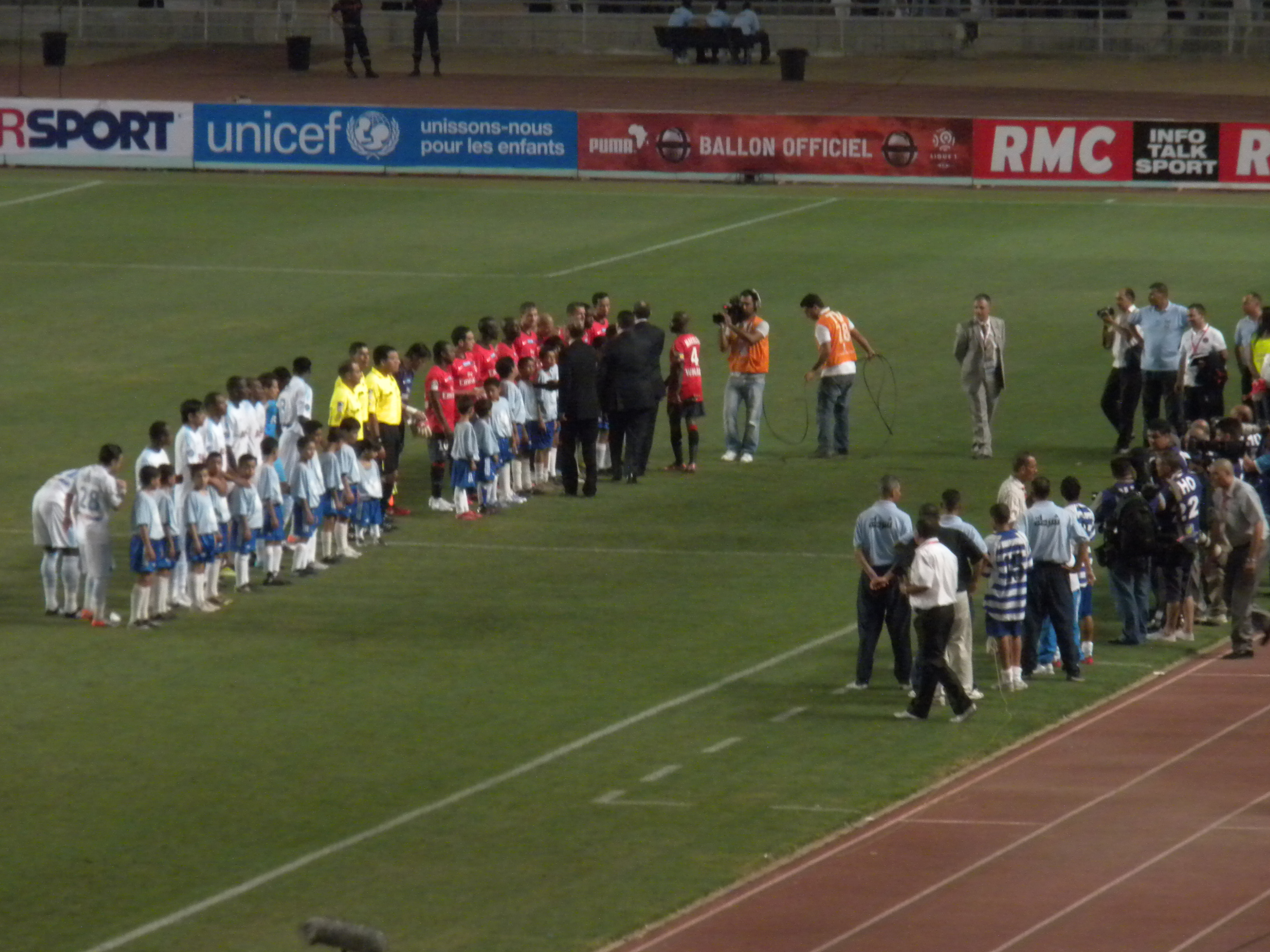
L'OM est qualifié pour le trophée des champions et bat son rival le PSG

La saison sportive commence le 28 juillet 2010 et voit l’OM réaliser un triplé en remportant pour sa première participation le Trophée des champions, ce dernier faisant suite aux victoires en Championnat et en Coupe de la Ligue. Fraîchement auréolé d’un nouveau titre de champion de France, l’OM gagne le droit d'y participer et y affronte le Paris SG. Les Olympiens sont déjà attendus pour un premier sommet de la saison, avant même le début du championnat. La formation marseillaise peut compter sur un soutien sans faille des supporters tunisiens, qui accueillent le Trophée sur leur sol. Portés par ces encouragements, les Phocéens maîtrisent leur sujet tout au long de la partie, sans toutefois réussir à ouvrir la marque. La décision se fait ainsi aux tirs au but où Steve Mandanda arrête la tentative de Ludovic Giuly et offre dans la foulée une balle de match transformée par Édouard Cissé. Cette victoire sert de transition entre une saison 2009-2010 ponctuée de succès, et le nouvel exercice à suivre,.
Pour l’ouverture du championnat, les olympiens affrontent le Stade Malherbe de Caen au Vélodrome et ne s’attendent pas à une telle entame de championnat. L'OM, encore en rodage, pense s’en sortir face à un promu mais il n’en est rien et les Caennais profitent de l'occasion pour s'imposer 1-2. Une semaine plus tard, le 14 août, c’est sur le terrain de Nungesser face à Valenciennes que les Olympiens s’inclinent pour la seconde fois de la saison en autant de match. La faute à un quart d’heure cauchemardesque dû à des errances à l’entame de deuxième mi-temps où l’OM prend 3 buts coup sur coup. Malgré une belle réaction en fin de rencontre, les Phocéens s’inclinent sur le score de 3 buts à 2,.
Dans la semaine qui suit, le capitaine et meilleur buteur du championnat précédent Mamadou Niang quitte Marseille pour rejoindre le club turc du Fenerbahçe. Il est remplacé par deux internationaux français que sont Loïc Rémy et André-Pierre Gignac. Le transfert du premier cité est retardé à la suite du diagnostic d’un problème cardiaque dont tout finit par rentrer dans l’ordre, et le 24 août, Rémy est déclaré apte au football.
Les Olympiens se trouvent 18e à ce moment-ci et signent une série de huit matchs sans défaites qui se conclut par la victoire 1-3 en terre lilloise lors de la dixième journée et voit l'OM se placer 2e à un point du leader rennais. Le match suivant, le club perd son PSG - OM sur le score de 2 - 1. Les Marseillais sont en tête au soir de la 15e journée et d'une victoire 4-0 face à Montpellier à domicile. Il s'ensuit une série de cinq matchs sans victoires qui amène le club à se retrouver 5e à la trêve (quatre nuls et une défaite pour le compte du match en retard de la 11e journée et les matchs J16 à J19). Parallèlement, le club est qualifié en huitièmes de finale de la Ligue des champions ainsi que pour les demi-finales de la Coupe de la Ligue,.
La trêve hivernale prend fin avec le trente-deuxième de finale de Coupe de France que les Marseillais perdent 3-1, le 9 janvier 2011. En championnat, les hommes de Didier Deschamps prennent seize points sur dix-huit possibles lors des journées 20 à 25. Ils perdent contre le futur champion lillois lors de la 26e journée et signent de nouveau une série de cinq victoires et un nul en six matchs (J27-J32). Le bilan au soir de ces treize matchs de phase retour (10 victoires, 2 nuls, 1 défaites) permet à l'OM d'être de nouveau leader aux dépens de Lille. Cette place n'est acquise que pour la 32e journée puisque le match nul contre l'AJ Auxerre (1-1, J33) replace l'OM à la deuxième marche. Les Lillois conservent leur avance jusqu'à la 38e journée et les Phocéens leur place de vice-champion.
Le phase retour du championnat est entrecoupé des deux matchs contre Manchester en C1 et par la demi-finale et la finale de Coupe de la Ligue. Une double confrontation OM - Montpellier en une semaine voit deux victoires de Marseille les 17 et 23 avril (1-2, J31 et 1-0, finale de la Coupe de la Ligue). Ce match du 23 avril se joue dans un Stade de France à guichets fermés, remplit de 78 511 spectateurs et regardés par 4,33 millions téléspectateurs. L'OM remporte une deuxième Coupe de la Ligue consécutive et deux records tombent pour ce qui est du nombre de victoires pour Didier Deschamps et Souleymane Diawara.

## Bilan
Le bilan de la saison est jugé satisfaisant par le président Jean-Claude Dassier ou le capitaine Steve Mandanda du fait que les trois objectifs de présaison sont atteints : une qualification directe en Ligue des champions avec la primauté à la 1re place (la place de vice-champion assure l'objectif mais offre un sentiment de regret de ne pas avoir conservé le titre) ; une qualification en huitièmes de finale de C1 et l'obtention d'un ou de plusieurs trophées,. L'entraineur Didier Deschamps estime que les deux matchs de championnat perdus d'entrée sont un « boulet » qui a contraint l'OM à un parcours de 36 journées pour être champion et non 38. Il évoque aussi que le titre s'est perdu entre autres à cause d'une saison en « courant alternatif » et des vingt points perdus à domicile qui contrastent avec les douze de la saison précédente. Il rejoint aussi les conclusions du président et de son capitaine en déclarant que malgré l'amertume de la non conservation du titre, « si toutes les saisons de l'OM ressemblaient à celle-ci, les supporters seraient souvent contents »,.
Dès le 23 mai, soit deux jours après la 37e journée, l'OM est assuré d'être dans le chapeau 2 de la Ligue des champions 2011-2012. Le club est 24e européen et huit équipes mieux classées ne disputent pas cette compétition, ce qui assure aux Marseillais d'être dans les seize meilleurs participants.
Cette saison est aussi l'objet d'un débat médiatique sur la façon de jouer de l'OM qui s'oriente essentiellement sur une efficacité redoutable aux dépens d'un « beau jeu » associé au concurrent lillois. Cette efficacité se traduit par exemple avec la statistique que l'OM a réussi à glaner dix-huit points au cours de la saison après avoir été mené au score (4 victoires et 6 nuls, record de la saison) dont la victoire 1-3 à Lille alors que le club perd 1-0 à la mi-temps,. Un autre débat a lieu à la toute fin de saison sur le montant des primes accordées aux joueurs en cas de titre et qu'elle alourdiraient les finances du club. À la question de savoir si cette réalité économique aurait pesée sur le sprint final marseillais, Didier Deschamps répond que non.
La LFP distribue 49,9 M€ au club pour le compte des droits TV. Cette somme est composée d'une part fixe allouée à chaque club de première division (12,6 M€), d'une part calculée en fonction de la notoriété sur les cinq dernières saisons (18,2 M€), d'une part calculée sur le plan du classement sportif sur les cinq dernières saisons (3,1 M€) et logiquement d'une part pour le classement sportif de la saison en cours (15,8 M€). L'OM est le club bénéficiant de la plus grosse somme du fait de sa 1re place en notoriété, de ses 2e places en classement sportif des cinq dernières années et de la saison écoulée.
L'Olympique de Marseille réalise les meilleures affluences extérieures dans 13 stades sur 19, frôle les 90 % de taux moyen de remplissage et s'adjuge la première place pour ce qui est de l'attractivité du public adverse.

## Transferts
| Nom                   | Nationalité | Transfert                                | Provenance/Destination    | Division                |
| Arrivées              |             |                                          |                           |                         |
| César Azpilicueta     | Espagne     | Transfert (7 M€)                         | CA Osasuna                | Liga BBVA               |
| Loïc Rémy             | France      | Transfert (15,5 M€)                      | OGC Nice                  | Ligue 1                 |
| André-Pierre Gignac   | France      | Transfert (16 M€)                        | Toulouse FC               | Ligue 1                 |
| Rod Fanni             | France      | Transfert (4 M€)                         | Stade Rennais FC          | Ligue 1                 |
| Retours de prêt       |             |                                          |                           |                         |
| André Ayew            | Ghana       | Retour de prêt                           | AC Arles-Avignon          | Ligue 1                 |
| Mohamed Amine Dennoun | France      | Retour de prêt                           | Amiens SC                 | National                |
| Leyti N'Diaye         | Sénégal     | Retour de prêt                           | AC Ajaccio                | Ligue 2                 |
| Jean-Philippe Sabo    | France      | Retour de prêt                           | AC Ajaccio                | Ligue 2                 |
| Mamadou Samassa       | France      | Retour de prêt                           | Valenciennes FC           | Ligue 1                 |
| Cédric D'Ulivo        | France      | Retour de prêt                           | SO Cassis Carnoux         | National                |
| Départs               |             |                                          |                           |                         |
| Bakari Koné           | France      | Transfert (4,5 M€)                       | Lekhwiya SC               | Qatar Stars League      |
| Mamadou Samassa       | Mali        | Transfert (1 M€)                         | Valenciennes FC           | Ligue 1                 |
| Mamadou Niang         | Sénégal     | Transfert (8 M€)                         | Fenerbahçe SK             | Türkcell Süper Lig      |
| Hatem Ben Arfa        | France      | Transfert (6 M€)                         | Newcastle United FC       | Barclays Premier League |
| Prêts                 |             |                                          |                           |                         |
| Charley Fomen         | Cameroun    | Prêt sans option d'achat (1 an)          | Dijon FCO                 | Ligue 2                 |
| Pape M'Bow            | Sénégal     | Prêt                                     | AC Ajaccio puis AS Cannes | Ligue 2 puis National   |
| Cédric D'Ulivo        | France      | Prêt                                     | AC Ajaccio                | Ligue 2                 |
| Mohamed Amine Dennoun | France      | Prêt                                     | Aviron Bayonnais FC       | National                |
| Brandão               | Brésil      | Prêt avec option d'achat (7 mois) (4 M€) | Cruzeiro EC               | Serie A                 |
| Fins de contrat       |             |                                          |                           |                         |
| Laurent Bonnart       | France      | Fin de contrat                           | AS Monaco FC              | Ligue 1                 |
| Fernando Morientes    | Espagne     | Résiliation de contrat                   | Retraite                  | -                       |
| Cyril Rool            | France      | Résiliation de contrat                   | Retraite                  | -                       |
| Guy Gnabouyou         | France      | Résiliation de contrat                   | US Orléans 45             | National                |
| Rudy Riou             | France      | Résiliation de contrat                   | Royal Charleroi SC        | Jupiler Pro League      |

## Systèmes de jeu
| \| Mandanda Fanni Diawara Heinze Taiwo Cheyrou E. Cissé Lucho Valbuena A. Ayew Rémy Entr. : Deschamps \| Premier système de jeu utilisé · (4-3-3) |
| Mandanda Fanni Diawara Heinze Taiwo Cheyrou E. Cissé Lucho Valbuena A. Ayew Rémy Entr. : Deschamps                                                |

| Mandanda Fanni Diawara Heinze Taiwo Cheyrou E. Cissé Lucho Valbuena A. Ayew Rémy Entr. : Deschamps |

## Rencontres de la saison

### Matchs amicaux
L'Olympique de Marseille commence sa saison 2010-2011 avec cinq matches de préparation au programme avant le début des compétitions officielles, réparties sur le mois de juillet et d'août. Le match prévu le 24 juillet à Porto contre le FC Porto est annulé et remplacé par une rencontre à Valence contre le Calcio Catane. Le 1er août, un hommage est rendu à Robert Louis-Dreyfus dans le cadre d'un match au Stade Vélodrome contre le Valence CF,. Il est d'ailleurs envisagé de reconduire ce type de match tous les ans. Le 3 septembre, les Olympiens affrontent l'AC Ajaccio dans le cadre du challenge Michel Moretti, gagné par les Phocéens au début de la saison 2008-2009.

### Trophée des champions
Le Trophée des champions oppose le Champion de France 2010, l'OM, au vainqueur de la Coupe de France qui est le Paris SG. Le match se déroule en Tunisie le 28 juillet 2010.
| Date                     | Adversaire             | Lieu                                 | Résultat        | Buteurs pour l'OM | Affluence |
| ------------------------ | ---------------------- | ------------------------------------ | --------------- | ----------------- | --------- |
| Mercredi 28 juillet 2010 | Paris Saint-Germain FC | Stade du 7-novembre, Radès (Tunisie) | 0 - 0 5 à 4 tab | -                 | 57 000    |

### Ligue 1
| Journée | Date                       | Horaire | Adversaire               | Lieu                            | Résultat | Buteurs pour l'OM                                | Class. | Ecart de pts avec le leader / 2e | Ecart de pts avec le premier non relégable / premier relégable!! Public |        |
| ------- | -------------------------- | ------- | ------------------------ | ------------------------------- | -------- | ------------------------------------------------ | ------ | -------------------------------- | ----------------------------------------------------------------------- | ------ |
| 1       | Samedi 7 août 2010         | 21 H    | SM Caen                  | Stade Vélodrome                 | 1 - 2    | Samassa 77e                                      | 15e    | - 3                              | + 0                                                                     | 55 790 |
| 2       | Samedi 14 août 2010        | 19 H    | Valenciennes FC          | Stade Nungesser                 | 3 - 2    | Taiwo 82e (pen.), A. Ayew 85e                    | 18e    | - 6                              | - 1                                                                     | 15 640 |
| 3       | Samedi 21 août 2010        | 19 H    | FC Lorient               | Stade Vélodrome                 | 2 - 0    | Heinze 6e, Taiwo 71e                             | 13e    | - 6                              | + 0                                                                     | 53 389 |
| 4       | Dimanche 29 août 2010      | 21 H    | FC Girondins de Bordeaux | Stade Chaban-Delmas             | 1 - 1    | Lucho 12e                                        | 10e    | - 8                              | + 0                                                                     | 32 805 |
| 5       | Dimanche 12 septembre 2010 | 21 H    | AS Monaco FC             | Stade Vélodrome                 | 2 - 2    | Valbuena 42e, Adriano 80e (csc)                  | 13e    | - 7                              | + 1                                                                     | 49 384 |
| 6       | Samedi 18 septembre 2010   | 21 H    | AC Arles-Avignon         | Parc des Sports                 | 0 - 3    | Cheyrou 32e, A. Ayew 37e 54e                     | 8e     | - 5                              | + 3                                                                     | 15 003 |
| 7       | Samedi 25 septembre 2010   | 19 H    | FC Sochaux-Montbéliard   | Stade Vélodrome                 | 2 - 1    | Taiwo 19e, Lucho 61e                             | 6e     | - 5                              | + 6                                                                     | 49 895 |
| 8       | Samedi 2 octobre 2010      | 21 H    | AS Saint-Étienne         | Stade Geoffroy-Guichard         | 1 - 1    | Gignac 27e                                       | 8e     | - 6                              | + 4                                                                     | 35 003 |
| 9       | Samedi 16 octobre 2010     | 19 H    | AS Nancy-Lorraine        | Stade Vélodrome                 | 1 - 0    | Rémy 27e                                         | 4e     | - 4                              | + 7                                                                     | 48 306 |
| 10      | Dimanche 24 octobre 2010   | 21 H    | Lille OSC Métropole      | Stadium Lille Métropole         | 1 - 3    | Rémy 53e 80e, Lucho 71e                          | 2e     | - 1                              | + 7                                                                     | 17 305 |
| 12      | Dimanche 7 novembre 2010   | 21 H    | Paris Saint-Germain FC   | Parc des Princes                | 2 - 1    | Lucho 23e                                        | 4e     | - 3                              | + 4                                                                     | 40 234 |
| 13      | Samedi 13 novembre 2010    | 19 H    | RC Lens                  | Stade Vélodrome                 | 1 - 1    | Mbia 6e                                          | 6e     | - 3                              | + 5                                                                     | 50 073 |
| 14      | Samedi 20 novembre 2010    | 19 H    | Toulouse FC              | Stadium                         | 0 - 1    | A. Ayew 88e                                      | 5e     | - 2                              | + 8                                                                     | 30 256 |
| 15      | Samedi 27 novembre 2010    | 19 H    | Montpellier HSC          | Stade Vélodrome                 | 4 - 0    | Lucho 20e, Cheyrou 28e, Valbuena 65e, Rémy 90+2e | 1er    | + 0                              | + 10                                                                    | 51 237 |
| 11      | Mercredi 1er décembre 2010 | 19 H    | Stade Rennais FC         | Stade Vélodrome                 | 0 - 0    | -                                                | 1er    | + 1                              | + 11                                                                    | 50 057 |
| 16      | Dimanche 5 décembre 2010   | 17 H    | OGC Nice                 | Stade Léo-Lagrange              | 1 - 0    | -                                                | 4e     | - 2                              | + 11                                                                    | 12 415 |
| 17      | Samedi 11 décembre 2010    | 21 H    | AJ Auxerre               | Stade de l'Abbé-Deschamps       | 1 - 1    | Rémy 8e                                          | 5e     | - 4                              | + 12                                                                    | 16 104 |
| 18      | Dimanche 19 décembre 2010  | 21 H    | Olympique Lyonnais       | Stade Vélodrome                 | 1 - 1    | Valbuena 51e                                     | 5e     | - 6                              | + 10                                                                    | 54 290 |
| 19      | Mercredi 22 décembre 2010  | 19 H    | Stade Brestois 29        | Stade Francis-Le Blé            | 0 - 0    | -                                                | 5e     | - 6                              | + 10                                                                    | 15 154 |
| 20      | Dimanche 16 janvier 2011   | 21 H    | FC Girondins de Bordeaux | Stade Vélodrome                 | 2 - 1    | Gignac 23e, Brandão 45+1e                        | 5e     | - 6                              | + 10                                                                    | 48 147 |
| 21      | Dimanche 30 janvier 2011   | 21 H    | AS Monaco FC             | Stade Louis-II                  | 0 - 0    | -                                                | 5e     | - 8                              | + 10                                                                    | 10 959 |
| 22      | Samedi 5 février 2011      | 19 H    | AC Arles-Avignon         | Stade Vélodrome                 | 1 - 0    | Gignac 55e                                       | 4e     | - 6                              | + 12                                                                    | 47 737 |
| 23      | Samedi 12 février 2011     | 19 H    | FC Sochaux-Montbéliard   | Stade Auguste-Bonal             | 1 - 2    | Gignac 45+1e 70e                                 | 3e     | - 6                              | + 14                                                                    | 19 905 |
| 24      | Samedi 19 février 2011     | 19 H    | AS Saint-Étienne         | Stade Vélodrome                 | 2 - 1    | Lucho 69e, Rémy 79e                              | 3e     | - 3                              | + 16                                                                    | 53 494 |
| 25      | Dimanche 27 février 2011   | 17 H    | AS Nancy-Lorraine        | Stade Marcel-Picot              | 1 - 2    | A. Ayew 45+1e 87e                                | 3e     | - 1                              | + 19                                                                    | 20 019 |
| 26      | Dimanche 6 mars 2011       | 21 H    | Lille OSC Métropole      | Stade Vélodrome                 | 1 - 2    | Rémy 60e                                         | 4e     | - 4                              | + 16                                                                    | 52 960 |
| 27      | Vendredi 11 mars 2011      | 21 H    | Stade Rennais FC         | Stade de la route de Lorient    | 0 - 2    | Rémy 23e, Lucho 80e                              | 4e     | - 4                              | + 19                                                                    | 29 002 |
| 28      | Dimanche 20 mars 2011      | 21 H    | Paris Saint-Germain FC   | Stade Vélodrome                 | 2 - 1    | Heinze 16e, A. Ayew 35e                          | 2e     | - 4                              | + 19                                                                    | 52 792 |
| 29      | Dimanche 3 avril 2011      | 21 H    | RC Lens                  | Stade Félix Bollaert            | 0 - 1    | Cheyrou 68e                                      | 2e     | - 4                              | + 21                                                                    | 40 859 |
| 30      | Dimanche 10 avril 2011     | 17 H    | Toulouse FC              | Stade Vélodrome                 | 2 - 2    | Rémy 30e, Gignac 84e                             | 2e     | - 3                              | + 20                                                                    | 50 698 |
| 31      | Dimanche 17 avril 2011     | 17 H    | Montpellier HSC          | Stade de la Mosson - Mondial 98 | 1 - 2    | Gignac 69e, Taiwo 82e (pen.)                     | 2e     | - 1                              | + 23                                                                    | 25 119 |
| 32      | Mercredi 27 avril 2011     | 19 H    | OGC Nice                 | Stade Vélodrome                 | 4 - 2    | A. Ayew 30e 60e 90e, J. Ayew 78e                 | 1er    | + 1                              | + 23                                                                    | 49 574 |
| 33      | Dimanche 1er mai 2011      | 17 H    | AJ Auxerre               | Stade Vélodrome                 | 1 - 1    | Valbuena 56e                                     | 2e     | - 1                              | + 23                                                                    | 53 578 |
| 34      | Dimanche 8 mai 2011        | 21 H    | Olympique Lyonnais       | Stade de Gerland                | 3 - 2    | Lucho 70e, Rémy 78e                              | 2e     | - 4                              | + 22                                                                    | 39 548 |
| 35      | Mercredi 11 mai 2011       | 21 H    | Stade Brestois 29        | Stade Vélodrome                 | 3 - 0    | Rémy 12e, J. Ayew 59e, Heinze 81e                | 2e     | - 4                              | + 25                                                                    | 46 313 |
| 36      | Dimanche 15 mai 2011       | 21 H    | FC Lorient               | Stade Yves-Allainmat            | 2 - 2    | Rémy 14e, Gignac 88e                             | 2e     | - 6                              | + 24                                                                    | 16 956 |
| 37      | Samedi 21 mai 2011         | 21 H    | Valenciennes FC          | Stade Vélodrome                 | 2 - 2    | A. Ayew 34e, Rémy 37e                            | 2e     | - 6                              | + 22                                                                    | 52 923 |
| 38      | Dimanche 29 mai 2011       | 21 H    | SM Caen                  | Stade Michel-d'Ornano           | 2 - 2    | Rémy 68e 88e                                     | 2e     | - 8                              | + 22                                                                    | 20 540 |

### Ligue des champions
Le coefficient UEFA du club phocéen en 2010 permet aux Marseillais d'être dans le pot 2 en vue du tirage au sort des phases de poule de la Ligue des champions. L'OM se retrouve avec le Chelsea FC, champion d'Angleterre 2009-2010, le FK Spartak Moscou, champion de Russie 2009 et le MŠK Žilina, champion de Slovaquie 2009-2010.
L'OM commence sa campagne européenne par deux défaites contre le Spartak à domicile et Chelsea à l'extérieur, les Marseillais se reprennent en battant Žilina par deux fois dont une victoire 0-7 en Slovaquie qui signe par la même le record de la plus grosse victoire à l'extérieur en Ligue des champions. Une « petite finale » se joue en Russie et l'OM se qualifie pour les huitièmes de finale à l'issue de la cinquième journée, battant le Spartak sur le score de 0-3. Les Olympiens s'offre une quatrième victoire de rang, contre Chelsea au Stade Vélodrome dont la particularité est le retour de Didier Drogba à Marseille, et signe leur plus longue série de victoires consécutives en C1 de leur histoire. L'OM termine deuxième avec douze points et retrouve le top 16 européen onze années après,,.
La double confrontation contre Manchester United se solde par une prestation solide et un score de 0-0 au match aller et une défaite 2-1 à Manchester au match retour dont les Marseillais sortent sans démériter,.
| Date         | Tour                      | Adversaire           | Lieu | Résultat | Buteurs pour l'OM                                       | Class.          | Public |
| ------------ | ------------------------- | -------------------- | ---- | -------- | ------------------------------------------------------- | --------------- | ------ |
| 15 septembre | Phase de groupes, j. 1    | FK Spartak Moscou    | Dom. | 0 - 1    | -                                                       | 3e              | 45 729 |
| 28 septembre | Phase de groupes, j. 2    | Chelsea FC           | Ext. | 2 - 0    | -                                                       | 3e              | 40 675 |
| 19 octobre   | Phase de groupes, j. 3    | MŠK Žilina           | Dom. | 1 - 0    | Diawara 48e                                             | 3e              | 49 250 |
| 3 novembre   | Phase de groupes, j. 4    | MŠK Žilina           | Ext. | 0 - 7    | Gignac 12e 21e 54e, Heinze 24e, Rémy 36e, Lucho 52e 63e | 3e              | 9 664  |
| 23 novembre  | Phase de groupes, j. 5    | FK Spartak Moscou    | Ext. | 0 - 3    | Valbuena 18e, Rémy 54e, Brandão 68e                     | 2e              | 43 217 |
| 8 décembre   | Phase de groupes, j. 6    | Chelsea FC           | Dom. | 1 - 0    | Brandão 81e                                             | 2e              | 50 604 |
| 23 février   | Huitième de finale aller  | Manchester United FC | Dom. | 0 - 0    | -                                                       | -               | 57 957 |
| 15 mars      | Huitième de finale retour | Manchester United FC | Ext. | 2 - 1    | Brown 82e (csc)                                         | Brown 82e (csc) | 73 996 |

### Coupe de la Ligue
Marseille en tant qu'européen est exempt des seizièmes de finale de la Coupe de la Ligue, dont elle est tenante du titre.
Le 23 avril, l'OM remporte de nouveau cette compétition en s'imposant 1-0 en finale face à Montpelier, grâce à un but de Taiwo à dix minutes de la fin de la rencontre. Cette 2e victoire consécutive est une 1re pour un club, dans l'histoire de la Coupe de la Ligue, et l'OM devient le deuxième club le plus titré dans cette compétition derrière le Paris SG et les Girondins de Bordeaux qui comptent trois victoires.
Le club a rencontré Montpellier deux fois auparavant, lors des seizième de finale 2001-2002 et 2006-2007. La première opposition est remportée par l'OM au Stade Vélodrome aux tirs au but après un nul 0-0 à la fin du temps règlementaire. La deuxième confrontation a lieu au Stade de la Mosson et voit une victoire 1-2 de l'OM, les Montpelliérains étant en deuxième division.
Avant la finale, le club reste sur une série de sept victoires consécutives en Coupe de la Ligue.
| Date        | Tour               | Adversaire           | Lieu | Résultat | Buteurs pour l'OM            | Public |
| ----------- | ------------------ | -------------------- | ---- | -------- | ---------------------------- | ------ |
| 27 octobre  | Huitième de finale | EA Guingamp (Nat.)   | Ext. | 0 - 1    | A. Ayew 42e                  | 17 037 |
| 10 novembre | Quart de finale    | AS Monaco (L1)       | Dom. | 2 - 1    | A. Ayew 42e, Azpilicueta 60e | 17 765 |
| 19 janvier  | Demi-finale        | AJ Auxerre (L1)      | Ext. | 0 - 2    | Brandão 45+2e, Gignac 68e    | 17 025 |
| 23 avril    | Finale             | Montpellier HSC (L1) | Neu. | 1 - 0    | Taiwo 81e                    | 74 259 |

### Coupe de France
| Date      | Tour                      | Adversaire                    | Lieu | Résultat | Buteurs pour l'OM | Public |
| --------- | ------------------------- | ----------------------------- | ---- | -------- | ----------------- | ------ |
| 9 janvier | Trente-deuxième de finale | Évian Thonon Gaillard FC (L2) | Ext. | 3 - 1    | Cambon 58e (csc)  | 12 246 |

## Aspects juridiques et économiques

### Aspects juridiques

#### Organigramme
Le tableau ci-dessous présente l'organigramme de l'Olympique de Marseille pour la saison 2010-2011.
| Fonction                             | Nom                  |
| ------------------------------------ | -------------------- |
| Président du conseil de surveillance | Vincent Labrune      |
| Président du directoire              | Jean-Claude Dassier  |
| Directeur sportif                    | José Anigo           |
| Responsable du recrutement           | Jean-Philippe Durand |
| Coordinateur sportif                 | Louis Vassallucci    |
| Directeur général                    | Antoine Veyrat       |
| Secrétaire général                   | Cédric Dufoix        |

| Fonction                           | Nom                  |
| ---------------------------------- | -------------------- |
| Directeur de la sécurité           | Guy Cazadamont       |
| Président de l'association OM      | Jean-Pierre Foucault |
| Vice-président de l'association OM | Robert Nazarétian    |

## Statistiques

### Statistiques collectives
| Compétition           | Débute au tour   | Place ou tour final | Première rencontre | Dernière rencontre | Nombre de matchs |
| Ligue 1               | -                | Vice-champion       | 7 août 2010        | 29 mai 2011        | 38               |
| Ligue des champions   | Phase de groupes | 1/8 de finale       | 15 septembre 2010  | 15 mars 2011       | 8                |
| Coupe de France       | 1/32 de finale   | 1/32 de finale      | 9 janvier 2011     | 9 janvier 2011     | 1                |
| Coupe de la Ligue     | 1/8 de finale    | Vainqueur           | 27 octobre 2010    | 23 avril 2011      | 4                |
| Trophée des champions | Finale           | Vainqueur           | 28 juillet 2010    | 28 juillet 2010    | 1                |

### Statistiques buteurs
| Place   | Nom                  | Championnat de L1 | Coupe de France | Coupe de la Ligue | Ligue des champions | TOTAL des BUTS |
| 1       | Loïc Rémy            | 15 buts           | -               | -                 | 2 buts              | 17 buts        |
| 2       | André Ayew           | 11 buts           | -               | 2 buts            | -                   | 13 buts        |
| 3       | André-Pierre Gignac  | 8 buts            | -               | 1 but             | 3 buts              | 12 buts        |
| 4       | Lucho González       | 8 buts            | -               | -                 | 2 buts              | 10 buts        |
| 5       | Taye Taiwo           | 4 buts            | -               | 1 but             | -                   | 5 buts         |
| 5       | Mathieu Valbuena     | 4 buts            | -               | -                 | 1 but               | 5 buts         |
| 7       | Brandão              | 1 but             | -               | 1 but             | 2 buts              | 4 buts         |
| 7       | Gabriel Heinze       | 3 buts            | -               | -                 | 1 but               | 4 buts         |
| 9       | Benoît Cheyrou       | 3 buts            | -               | -                 | -                   | 3 buts         |
| 10      | Jordan Ayew          | 2 buts            | -               | -                 | -                   | 2 buts         |
| 11      | César Azpilicueta    | -                 | -               | 1 but             | -                   | 1 but          |
| 11      | Souleymane Diawara   | -                 | -               | -                 | 1 but               | 1 but          |
| 11      | Stéphane Mbia        | 1 but             | -               | -                 | -                   | 1 but          |
| 11      | Mamadou Samassa      | 1 but             | -               | -                 | -                   | 1 but          |
| #       | contre son camp      | 1 but             | 1 but           | -                 | 1 but               | 3 buts         |
| Détails | 14 buteurs Olympiens | 62 buts           | 1 but           | 6 buts            | 13 buts             | 82 BUTS        |

Date de mise à jour : le 30 mai 2011.

### Statistiques passeurs

#### En Ligue 1
| Classement (club) | Classement (Ligue 1) | Joueur              | Poste     | Nombre de passes | dont ... sur coup de pied arrêté | Une passe décisive toute les ... |
| ----------------- | -------------------- | ------------------- | --------- | ---------------- | -------------------------------- | -------------------------------- |
| 1er               | 26e                  | Benoît Cheyrou      | Milieu    | 5                | 1                                | 493 min                          |
| 2e                | 31e                  | Brandao             | Attaquant | 4                | 0                                | 262 min                          |
| 3e                | 32e                  | André-Pierre Gignac | Attaquant | 4                | 0                                | 506 min                          |
| 4e                | 40e                  | Lucho Gonzalez      | Milieu    | 4                | 1                                | 726 min                          |
| 5e                | 45e                  | Mathieu Valbuena    | Milieu    | 4                | 2                                | 513 min                          |
| 6e                | 46e                  | Jordan Ayew         | Attaquant | 3                | 0                                | 247 min                          |
| 7e                | 55e                  | Loïc Rémy           | Attaquant | 3                | 0                                | 780 min                          |
| 8e                | 59e                  | Taye Taiwo          | Défenseur | 3                | 0                                | 873 min                          |
| 9e                | 108e                 | Rod Fanni           | Défenseur | 2                | 0                                | 1286 min                         |
| 10e               | 117e                 | Hatem Ben Arfa      | Milieu    | 1                | 0                                | 35 min                           |
| 11e               | 152e                 | César Azpilicueta   | Défenseur | 1                | 0                                | 1008 min                         |
| 12e               | 172e                 | Stéphane M'Bia      | Défenseur | 1                | 0                                | 2055 min                         |
| 13e               | 201e                 | André Ayew          | Milieu    | 1                | 0                                | 2787 min                         |

### Statistiques individuelles
| Numéro | Nat. | Nom         | Championnat | Championnat | Championnat | Championnat  | Coupe de France | Coupe de France | Coupe de France | Coupe de France | Coupe de la ligue | Coupe de la ligue | Coupe de la ligue | Coupe de la ligue | Ligue des champions | Ligue des champions | Ligue des champions | Ligue des champions | Trophée des champions | Trophée des champions | Trophée des champions | Trophée des champions | Total | Total       | Total  | Total        |
| Numéro | Nat. | Nom         | M.j.        | But inscrit | Averti      | Carton rouge | M.j.            | But inscrit     | Averti          | Carton rouge    | M.j.              | But inscrit       | Averti            | Carton rouge      | M.j.                | But inscrit         | Averti              | Carton rouge        | M.j.                  | But inscrit           | Averti                | Carton rouge          | M.j.  | But inscrit | Averti | Carton rouge |
| ------ | ---- | ----------- | ----------- | ----------- | ----------- | ------------ | --------------- | --------------- | --------------- | --------------- | ----------------- | ----------------- | ----------------- | ----------------- | ------------------- | ------------------- | ------------------- | ------------------- | --------------------- | --------------------- | --------------------- | --------------------- | ----- | ----------- | ------ | ------------ |
| 1      |      | Riou        | 0           | 0           | 0           | 0            | 0               | 0               | 0               | 0               | 0                 | 0                 | 0                 | 0                 | 0                   | 0                   | 0                   | 0                   | 0                     | 0                     | 0                     | 0                     | 0     | 0           | 0      | 0            |
| 2      |      | Azpilicueta | 15          | 0           | 1           | 0            | 0               | 0               | 0               | 0               | 1                 | 1                 | 0                 | 0                 | 4                   | 0                   | 0                   | 0                   | 1                     | 0                     | 0                     | 0                     | 21    | 1           | 1      | 0            |
| 3      |      | Taiwo       | 30          | 4           | 5           | 0            | 1               | 0               | 0               | 0               | 4                 | 1                 | 0                 | 0                 | 5                   | 0                   | 1                   | 0                   | 1                     | 0                     | 1                     | 0                     | 41    | 5           | 7      | 0            |
| 4      |      | Rodriguez   | 0           | 0           | 0           | 0            | 0               | 0               | 0               | 0               | 0                 | 0                 | 0                 | 0                 | 0                   | 0                   | 0                   | 0                   | 0                     | 0                     | 0                     | 0                     | 0     | 0           | 0      | 0            |
| 5      |      | Hilton      | 8           | 0           | 2           | 0            | 0               | 0               | 0               | 0               | 0                 | 0                 | 0                 | 0                 | 1                   | 0                   | 0                   | 0                   | 1                     | 0                     | 0                     | 0                     | 10    | 0           | 2      | 0            |
| 6      |      | Cissé       | 23          | 0           | 5           | 1            | 0               | 0               | 0               | 0               | 3                 | 0                 | 0                 | 0                 | 5                   | 0                   | 0                   | 0                   | 1                     | 0                     | 0                     | 0                     | 32    | 0           | 5      | 1            |
| 7      |      | Cheyrou     | 34          | 3           | 1           | 0            | 1               | 0               | 0               | 0               | 4                 | 0                 | 0                 | 0                 | 7                   | 0                   | 0                   | 0                   | 0                     | 0                     | 0                     | 0                     | 46    | 3           | 1      | 0            |
| 8      |      | Lucho       | 36          | 8           | 3           | 0            | 1               | 0               | 0               | 0               | 4                 | 0                 | 0                 | 0                 | 8                   | 2                   | 0                   | 0                   | 1                     | 0                     | 0                     | 0                     | 50    | 10          | 3      | 0            |
| 9      |      | Brandão     | 19          | 1           | 2           | 0            | 1               | 0               | 1               | 0               | 3                 | 1                 | 1                 | 0                 | 7                   | 2                   | 1                   | 0                   | 0                     | 0                     | 0                     | 0                     | 30    | 4           | 5      | 0            |
| 10     |      | Ben Arfa    | 1           | 0           | 0           | 0            | 0               | 0               | 0               | 0               | 0                 | 0                 | 0                 | 0                 | 0                   | 0                   | 0                   | 0                   | 1                     | 0                     | 0                     | 0                     | 2     | 0           | 0      | 0            |
| 10     |      | Gignac      | 30          | 8           | 3           | 0            | 1               | 0               | 0               | 0               | 2                 | 1                 | 0                 | 0                 | 5                   | 3                   | 0                   | 0                   | 0                     | 0                     | 0                     | 0                     | 38    | 12          | 3      | 0            |
| 11     |      | Niang       | 2           | 0           | 0           | 0            | 0               | 0               | 0               | 0               | 0                 | 0                 | 0                 | 0                 | 0                   | 0                   | 0                   | 0                   | 0                     | 0                     | 0                     | 0                     | 2     | 0           | 0      | 0            |
| 11     |      | Rémy        | 31          | 15          | 0           | 1            | 1               | 0               | 0               | 0               | 2                 | 0                 | 0                 | 0                 | 7                   | 2                   | 1                   | 0                   | 0                     | 0                     | 0                     | 0                     | 41    | 17          | 1      | 1            |
| 12     |      | Kaboré      | 34          | 0           | 7           | 1            | 0               | 0               | 0               | 0               | 4                 | 0                 | 2                 | 0                 | 5                   | 0                   | 0                   | 0                   | 1                     | 0                     | 0                     | 0                     | 44    | 0           | 9      | 1            |
| 13     |      | Mango       | 0           | 0           | 0           | 0            | 0               | 0               | 0               | 0               | 0                 | 0                 | 0                 | 0                 | 0                   | 0                   | 0                   | 0                   | 0                     | 0                     | 0                     | 0                     | 0     | 0           | 0      | 0            |
| 14     |      | N'Diaye     | 4           | 0           | 2           | 0            | 1               | 0               | 1               | 0               | 1                 | 0                 | 0                 | 0                 | 1                   | 0                   | 0                   | 0                   | 0                     | 0                     | 0                     | 0                     | 7     | 0           | 3      | 0            |
| 15     |      | J. Ayew     | 22          | 2           | 2           | 0            | 1               | 0               | 0               | 0               | 3                 | 0                 | 1                 | 0                 | 1                   | 0                   | 0                   | 0                   | 2                     | 0                     | 0                     | 0                     | 29    | 2           | 3      | 0            |
| 16     |      | Andrade     | 0           | 0           | 0           | 0            | 1               | 0               | 0               | 0               | 1                 | 0                 | 0                 | 0                 | 0                   | 0                   | 0                   | 0                   | 0                     | 0                     | 0                     | 0                     | 2     | 0           | 0      | 0            |
| 17     |      | Mbia        | 26          | 1           | 6           | 1            | 1               | 0               | 0               | 0               | 4                 | 0                 | 1                 | 0                 | 6                   | 0                   | 3                   | 0                   | 0                     | 0                     | 0                     | 0                     | 37    | 1           | 10     | 1            |
| 18     |      | Abriel      | 22          | 0           | 0           | 0            | 1               | 0               | 1               | 0               | 3                 | 0                 | 0                 | 0                 | 3                   | 0                   | 0                   | 0                   | 0                     | 0                     | 0                     | 0                     | 29    | 0           | 1      | 0            |
| 19     |      | Heinze      | 31          | 3           | 5           | 0            | 1               | 0               | 0               | 0               | 1                 | 0                 | 0                 | 0                 | 8                   | 1                   | 1                   | 0                   | 0                     | 0                     | 0                     | 0                     | 41    | 4           | 6      | 0            |
| 20     |      | A. Ayew     | 37          | 11          | 6           | 0            | 1               | 0               | 0               | 0               | 4                 | 2                 | 1                 | 0                 | 8                   | 0                   | 2                   | 0                   | 1                     | 0                     | 1                     | 0                     | 51    | 13          | 10     | 0            |
| 21     |      | Diawara     | 27          | 0           | 6           | 0            | 0               | 0               | 0               | 0               | 4                 | 0                 | 0                 | 0                 | 7                   | 1                   | 0                   | 0                   | 1                     | 0                     | 0                     | 0                     | 39    | 1           | 6      | 0            |
| 23     |      | N'Doumbou   | 0           | 0           | 0           | 0            | 0               | 0               | 0               | 0               | 0                 | 0                 | 0                 | 0                 | 0                   | 0                   | 0                   | 0                   | 0                     | 0                     | 0                     | 0                     | 0     | 0           | 0      | 0            |
| 24     |      | Samassa     | 1           | 1           | 0           | 0            | 0               | 0               | 0               | 0               | 0                 | 0                 | 0                 | 0                 | 0                   | 0                   | 0                   | 0                   | 1                     | 0                     | 0                     | 0                     | 2     | 1           | 0      | 0            |
| 24     |      | Fanni       | 19          | 0           | 1           | 0            | 0               | 0               | 0               | 0               | 2                 | 0                 | 0                 | 0                 | 2                   | 0                   | 0                   | 0                   | 0                     | 0                     | 0                     | 0                     | 23    | 0           | 1      | 0            |
| 25     |      | D'Ulivo     | 0           | 0           | 0           | 0            | 0               | 0               | 0               | 0               | 0                 | 0                 | 0                 | 0                 | 0                   | 0                   | 0                   | 0                   | 0                     | 0                     | 0                     | 0                     | 0     | 0           | 0      | 0            |
| 26     |      | Sabo        | 0           | 0           | 0           | 0            | 0               | 0               | 0               | 0               | 0                 | 0                 | 0                 | 0                 | 0                   | 0                   | 0                   | 0                   | 0                     | 0                     | 0                     | 0                     | 0     | 0           | 0      | 0            |
| 27     |      | M'Bow       | 0           | 0           | 0           | 0            | 0               | 0               | 0               | 0               | 0                 | 0                 | 0                 | 0                 | 0                   | 0                   | 0                   | 0                   | 0                     | 0                     | 0                     | 0                     | 0     | 0           | 0      | 0            |
| 28     |      | Valbuena    | 32          | 4           | 2           | 0            | 1               | 0               | 0               | 0               | 2                 | 0                 | 1                 | 0                 | 8                   | 1                   | 2                   | 0                   | 1                     | 0                     | 0                     | 0                     | 44    | 5           | 5      | 0            |
| 29     |      | Gnabouyou   | 1           | 0           | 0           | 0            | 0               | 0               | 0               | 0               | 0                 | 0                 | 0                 | 0                 | 0                   | 0                   | 0                   | 0                   | 1                     | 0                     | 0                     | 0                     | 2     | 0           | 0      | 0            |
| 30     |      | Mandanda    | 38          | 0           | 1           | 0            | 0               | 0               | 0               | 0               | 3                 | 0                 | 0                 | 0                 | 8                   | 0                   | 0                   | 0                   | 1                     | 0                     | 0                     | 0                     | 50    | 0           | 1      | 0            |
| 34     |      | Osei        | 0           | 0           | 0           | 0            | 0               | 0               | 0               | 0               | 0                 | 0                 | 0                 | 0                 | 0                   | 0                   | 0                   | 0                   | 0                     | 0                     | 0                     | 0                     | 0     | 0           | 0      | 0            |

Date de mise à jour : le 30 mai 2011.

### Records et statistiques diverses

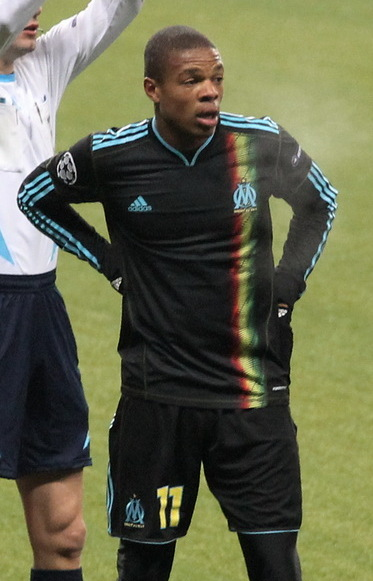
Loïc Rémy.

Données compilées par l'organisme de statistiques Opta pour l'ensemble de la saison.
- Record historique
  - L'OM est le premier club de l'histoire à remporter deux fois consécutivement la Coupe de la Ligue[6].
  - La victoire 0-7 à Žilina constitue la plus large victoire à l'extérieur de l'histoire de la C1.
  - Didier Deschamps devient le premier entraîneur à remporter trois fois la Coupe de la Ligue et Souleymane Diawara, le premier joueur à la gagner quatre fois[6].
  - L'OM signe sa plus longue série de victoires de son histoire en C1 avec quatre victoires consécutives.
- Record de la saison
  - Record d’invincibilité défensive lors de la Ligue des Champions 2010-2011: 517 minutes de jeu se sont écoulées entre le but marqué face à l'OM par Nicolas Anelka à Stamford Bridge le 28 septembre 2010 et celui inscrit par Javier Hernández à Old Trafford le 15 mars 2011.
  - Loïc Rémy marque lors de cinq journées de championnat consécutives.
  - Le club réalise le plus de tirs (569) et concède le moins de tir cadré (129) en championnat.
- L'OM finit pour la cinquième fois consécutive sur le podium du championnat (seul Lyon fait mieux avec treize podiums).
- L'OM a marqué lors de 17 journées consécutives (seul Lille fait mieux avec 20 matchs).
- Le gardien Steve Mandanda a disputé l'intégralité des trente-huit matchs de championnat.
- L'OM n'a perdu aucun match avec les frères Ayew titulaires (3 victoires et 4 nuls).

#### En Ligue 1
- Meilleur classement : 1er (J15 + J11 en retard / J32)
- Pire classement : 18e (J2)
- Plus grand écart de points avec le 2e : + 1 (J11 en retard / J32)
- Plus grand écart de points avec le leader : - 8 (J4 / J21 / J38)
- Plus grand écart de points avec le premier relégable : + 25 (J35)
- Plus grand écart de points avec le premier non relégable : - 1 (J2)
- Plus grande série de victoires : 4 (J22 à 25)
- Plus grande série de matchs nuls : 3 (J17 à 19 / J36 à 38)
- Plus grande série de défaites : 2 (J1-2)
- Plus grande série de matchs sans défaite : 9 (J17 à 25)
- Plus grande série de matchs sans victoire : 5 (J11 en retard + J16 à 19)
- Plus large victoire : 4-0 (contre Montpellier)
- Plus large défaite : 1-2 (contre Caen et Lille), 3-2 (contre Valenciennes et Lyon), 2-1 (contre Paris SG), 1-0 (contre Nice)
- Plus grande série de matchs en marquant au moins un but : 17 (J22 à 38)
- Plus grande série de matchs sans marquer : 2 (J11 en retard + J16)
- But le plus rapidement marqué (à la minute près) :   6e (par Gabriel Heinze contre Lorient [J3] / par Stéphane Mbia contre Lens [J13])
- But le plus rapidement encaissé (à la minute près) :   7e (par Yohan Mollo pour Caen [J38])
- But le plus tardivement marqué (à la minute près) :   90+2e (par Loïc Rémy contre Montpellier [J15])
- But le plus tardivement encaissé (à la minute près) :   90+4e (par Christophe Landrin pour Saint-Etienne [J24])
- Joueur de l'OM ayant marqué un doublé : André Ayew (contre Arles-Avignon [J6] et Nancy [J25]), Loïc Rémy (contre Lille [J10] et Caen [J38], André-Pierre Gignac (contre Sochaux-Montbéliard [J23])
- Joueur adverse ayant marqué un doublé : Grégory Pujol (pour Valenciennes [J2])
- Joueur de l'OM ayant marqué un triplé : André Ayew (contre Nice [J32])
- Joueur adverse ayant marqué un triplé : aucun
- Rencontre avec le plus de buts marqués par l'OM : 4 (victoire 4-0 contre Montpellier / victoire 4-2 contre Nice)
- Rencontre avec le plus de buts encaissés par l'OM : 3 (défaites 3-2 contre Valenciennes et Lyon)
- Rencontre la plus prolifique en buts : 6 (victoire 4-2 contre Nice)
- Rencontre la moins prolifique : 0 (contre Rennes, Brest et Monaco)

#### Toutes compétitions confondues
- Plus large victoire : 0-7 (contre Zilina [LDC])
- Plus large défaite : 2-0 (contre Chelsea [LDC]), 3-1 (contre Evian Thonon [CDF])
- But le plus rapidement marqué (à la minute près) :   6e (par Gabriel Heinze contre Lorient [L1 J3] / par Stéphane Mbia contre Lens [L1 J13])
- But le plus rapidement encaissé (à la minute près) :   7e (par John Terry pour Chelsea [LDC J2] / par Yohan Mollo pour Caen [L1 J38])
- But le plus tardivement marqué :   90+2e (par Loïc Rémy contre Montpellier [L1 J15])
- But le plus tardivement encaissé :   90+4e (par Christophe Landrin pour Saint-Etienne [L1 J24])
- Joueur de l'OM ayant marqué un doublé : André Ayew (contre Arles-Avignon [L1 J6] et Nancy [L1 J25]), Loïc Rémy (contre Lille [L1 J10] et Caen [L1 J38], André-Pierre Gignac (contre Sochaux-Montbéliard [L1 J23]), Lucho Gonzalez (contre Zilina [LDC J3])
- Joueur adverse ayant marqué un doublé : Grégory Pujol (pour Valenciennes [L1 J2]), Javier Hernandez (pour Manchester United [LDC 1/8e])
- Joueur de l'OM ayant marqué un triplé : André Ayew (contre Nice [L1 J32])
- Joueur adverse ayant marqué un triplé : aucun
- Rencontre avec le plus de buts marqués par l'OM : 7 (victoire 0-7 contre Zilina [LDC J3])
- Rencontre avec le plus de buts encaissés :  3 (défaites 3-2 contre Valenciennes [L1 J2] et Lyon [L1 J34] / défaite 3-1 contre Evian Thonon [CDF])
- Rencontre la plus prolifique en buts : 7 (victoire 0-7 contre Zilina [LDC J3])
- Rencontre la moins prolifique : 0 (contre Paris SG [TDC], Rennes [L1 J11], Brest [L1 J19], Monaco [L1 J21] et Manchester United [LDC 1/8e])